# NGC 3431
NGC 3431 في الفهرس العام الجديد، هي مجرة، تقع في كوكبة الباطية. اكتشفت في 5 يناير 1887 بواسطة فرانسيس بريسيرفد ليفنوورث.

## روابط خارجية
- NGC 3431 على موقع ويكي سكاي: DSS2, SDSS, GALEX, IRAS, Hydrogen α, X-Ray, Astrophoto, Sky Map, Articles and images